# الليالي العربية الجديدة
الليالي العربية الجديدة، مجموعة من القصص القصيرة التي جمعها روبرت لويس ستيفنسون، نشرت لأول مرة في عام 1882، وكانت هذه القصص قد نشرت سابقا في المجلات بين 1877 و1880. وجميع القصص يحتوي على الخيال. يعتبر بعض النقاد أنه أفضل عمل لستيفنسون، فضلا عن أعماله الرائدة في القصة القصيرة الإنجليزية. 

## البناء
وتنقسم الليالي العربية الجديدة إلى مجلدين. 

### المجلد الأول
يحتوي المجلد الأول على سبع قصص تسمى أصلا "الليالي العربية". نشرتها مجلة لندن في شكل تسلسلي من يونيو إلى أكتوبر 1878. وتتكون من مجموعتين قصصية، أو دورات: 
- «نادي الانتحار»
- «ماسة راجح»

### المجلد الثاني
المجلد الثاني عبارة عن مجموعة من أربع قصص غير متصلة (مستقلة) نشرت سابقا في المجلات:
- «جناح على الروابط» (1880)، وقيل في 9 فصول مصغرة
- «إقامة الليل» (1877)
- «سير دي ماليترويت دور» (1877)
- «العناية الإلهية والإيتار» (1878)

## إشارة إلى أعمال أخرى
العنوان هو إشارة إلى مجموعة من الحكايات المعروفة باسم ألف ليلة وليلة، والتي قد يقرأها ستيفنسون ويحبها. على الرغم من أن قصص ستيفنسون وضعت في أوروبا الحديثة، فقد كان رسميا على اتصال مع بنية متداخلة من الحكايات العربية. وكان هناك اثنين من الترجمات التي تنتظر بفارغ الصبر من الليالي العربية، من قبل ريتشارد بيرتون وجون باين، كانت الأعمال في أواخر 1870 وأوائل 1880، مما ساعد على جذب الانتباه الشعبي إلى عنوان ستيفنسون «الجديد». 

## الأهمية الأدبية والنقد
«سكن الليل» كان أول فيلم لستيفنسون. في عام 1890 وصف آرثر كونان دويل «الجناح على الروابط» بأنه «علامة المياه العالية من عبقرية ستيفنسون» و «أول قصة قصيرة في العالم». يعتبر باري مينيكوف (1987) أن الليالي العربية الجديدة هي نقطة البداية في تاريخ القصة القصيرة الإنجليزية. 

## الليالي العربية في السينما
ليالي عربية فلم درامي، كوميدي وخيالي من إخراج بيير باولو بازوليني وسيناريو داسيا مارايني وبيير باولو بازوليني ومن بطولة نينتو دافولي، فرانكو تشيتي وفرانكو ميرلي. الفيلم مستوحى من مقتطفات أدبية مختارة معروفة بـ (ألف ليلة وليلة) متخذاً منحى آخر يميل إلى الواقعية والتركيز على شخصيات الطبقة الاجتماعية السفلى.
يسلط باوزليني إسقاطاته الفكرية في فيلم (الليالي العربية: أو الف ليلة وليلة) بالرؤية المنطقية يروي عدد من مختارات إيروسية وقصص غرامية تراجيدية على العكس من قصص الف ليلة وليلة تنتهي بنهاية سعيدة، الفيلم يشكل أهمية بالغة لإن بازوليني يستخدم السينما كواسطة اللغة للتعبير عن الفلسفة بحسب رؤيته، ومهم من ناحية الفنون التصويرية يضمن مناظر ساحرة عن العمارة الطينية في بغداد وكذلك يصور تقاليد وعادات مجتمع الشرق الأوسط القديم، يكشف لنا بعض الحقائق من المحتمل غالبها غير موثوقة عن كيفية يتم زواج بين صغار السن أعمارهم تتراوح 15 سنة يتم اختيارهم من قبل أولياء الأمور، كجزء من طقوس مقدسة، يراقبون صغارهم كيف يمارسان الجنس بتبادل الأدوار أولهما يوقظ الآخر من النوم، هذا الفيلم تحوي مجموعة قصصية مؤثرة تحمل مغزى عظيم في مضمون، واحدة منها على سبيل المثال حكاية عزيز، الشاب الطائش لم يقدر وفاء عشيقته الأولى، وهي حكاية تمثل جانب رئيسي في الفيلم حول عواقب وخيمة من صنعه، من المفترض عزيز يتزوج من ابنة العم تدعى عزيزة، لكنه أثناء الزفاف كان يتسكع في شوارع بغداد مما غضب والده فقام بتأجيل الزواج لمدة عام، في إحدى المرات وقع نظره في النافذة العلوية بينما فتاة بعدما رميت له منديل، تدعى بدور، معجبة به بدلاً من أن تتكلم تحدثت معه بلغة إشارات وإيماءات، لكن عزيز لم يفهمها إلا إنه على اليقين إنها تعشقه، فلجأ إلى فتاة عاقلة وكريمة (عزيزة) لأجل استشارة، فاستطاعت أن تترجم له إشارات إلى نصوص ابهجت عزيز حينما علم إن بدور واختارت عزيز ليكون عشيق، لكن يجب إن يأتي بعد يومين للاطمئنان عليها، وبعد يومين، ينظر عزيز إلى النافذة ولم تظهر بدور، ليلة بعد ليلة لم يأكل ولم يشرب، الحب دفعه إلى الجنون، فرجع غاضباً وأخذ يقسو على عزيزة بضربها رغم إنها تحاول مساعدته، ثم اخبرته بإن بدور تختبر مدى اخلاص الحب، ثم أعقبت قائلة ليلة الغد يجب إن ينتظر تحت نافذتها، الآن مشاكلك كلها انتهت، عليك أن تأكل وإلا من المحتمل أنك ستموت. يستمر هذا الحال لعدة الأيام، أخيراً أستطاع عزيز الحصول على بدور لكن في المقابل تموت عزيزة بدون إن يبالي بشأنها مما اثار غضب بدور بسبب عدم اخلاصه، بعد مرور سنة تزوج عزيز من أمرأه أخرى واصبح لديه ابن، فقرر الذهاب إلى بدور مرة أخرى، لكنها بمساعدة نساء كادت ان تقتله جزاء ما فعله إلا ان كلمات عزيزة انقذته أعطته وصية قبلما تموت «الإخلاص جيد كذلك عدم الإخلاص». الفيلم يشمل قصص أخرى، فتى بريء يدعى نور الدين يقع في الغرام مع العبدة، تدعى زمرد، يلتقي بها في سوق تجار الرقيق، تختاره ليكون سيدها. لكن الحب لم يستمر طويلا، اثناء غياب نور دين يتم اختطاف زمرد من قبل البدو، يسافر نور الدين بحثاً عنها، استطاعت زمرد الهرب والتنكر بزي الرجال، رحلت إلى مملكة بعيدة جداً حيث هناك تصبح الملك. بعدها تتشابك الاحداث مع بعضها بشكل سلس، ثم في الفصل الأخير عن الأمير شاهزما يتورط مع ابنة الملك تحت قبضة الشيطان الذي وضعها في الضريح، ثم حلت عليهما اللعنة فقتل الشيطان ابنة الملك وقام بتحويل الأمير إلى القرد.